# E.L.E. (Extinction Level Event): The Final World Front
E.L.E. (Extinction Level Event): The Final World Front – trzeci album Busty Rhymesa wydany 8 grudnia 1998 roku. Album jest sukcesem z singlami promującymi płytę: "Gimme Some More" i "What's It Gonna Be?!"

## Lista utworów
1. "There's Only One Year Left!!! (Intro)"
2. "Everybody Rise" (Produkcja Nottz)
3. "Where We Are About to Take It" (Produkcja Nottz)
4. "Extinction Level Event (The Song of Salvation)" (Produkcja Nottz)
5. "Tear da Roof Off" (Produkcja Swizz Beatz)
6. "Against All Odds" (featuring The Flipmode Squad) (Produkcja Jamal)
7. "Just Give It to Me Raw" (Produkcja Swizz Beatz)
8. "Do It to Death" (Produkcja Rockwilder)
9. "Keepin' It Tight" (Produkcja Rashad Smith and Armando Colon)
10. "Gimme Some More" (Produkcja DJ Scratch)
11. "Iz They Wildin Wit Us & Gettin' Rowdy Wit Us?" (featuring Mystikal) (Produkcja 2000 Watts)
12. "Party Is Goin' on Over Here" (produced by DJ Scratch)
13. "Do the Bus a Bus" (Produkcja DJ Scratch)
14. "Take It Off" (Produkcja Fantom of the Beat)
15. "What's It Gonna Be?!" (featuring Janet Jackson) (Produkcja Darrell "Delite" Allamby)
16. "Hot Shit Makin' Ya Bounce" (Produkcja Deric "D-Dot" Angelettie & Nasheim Myrick dla The Hitmen
17. "What the Fuck You Want!!" (Produkcja Diamond D)
18. "This Means War!!" (featuring Ozzy Osbourne) (Produkcja Busta Rhymes)
19. "The Burial Song (Outro)" (Produkcja DJ Scratch)

## Single na listach przebojów
| Rok  | Single                      | Lista Przebojów                  | Najwyższy wynik |
| ---- | --------------------------- | -------------------------------- | --------------- |
| 1999 | What's It Gonna Be?!        | The Billboard Hot 100            | Nr 3            |
| 1999 | What's It Gonna Be?!        | Hot Rap Singles                  | Nr 1            |
| 1999 | What's It Gonna Be?!        | Hot R&B/Hip-Hop Singles & Tracks | Nr 1            |
| 1999 | What's It Gonna Be?!        | Rhythmic Top 40                  | Nr 5            |
| 1999 | What's It Gonna Be?!        | Top 40 Mainstream                | Nr 40           |
| 1999 | Gimme Some More             | Rhythmic Top 40                  | Nr 36           |
| 1999 | Party Is Goin' on Over Here | Hot R&B/Hip-Hop Singles & Tracks | Nr 72           |